# Молодіжна збірна Єгипту з футболу
Молодіжна збірна Єгипту з футболу — національна молодіжна футбольна збірна Єгипту, що складається із гравців віком до 20 років. Вважається основним джерелом кадрів для підсилення складу основної збірної Єгипту. Керівництво командою здійснює Футбольною асоціацією Єгипту.
Команда має право участі у Молодіжному чемпіонаті Африки, у випадку успішного виступу на якому може кваліфікуватися на молодіжний чемпіонат світу до 20 років. Також може брати участь у товариських і регіональних змаганнях.

## Чемпіонат світу U-20
| Статистика молодіжних чемпіонатів світу | Статистика молодіжних чемпіонатів світу | Статистика молодіжних чемпіонатів світу | Статистика молодіжних чемпіонатів світу | Статистика молодіжних чемпіонатів світу | Статистика молодіжних чемпіонатів світу | Статистика молодіжних чемпіонатів світу | Статистика молодіжних чемпіонатів світу | Статистика молодіжних чемпіонатів світу | Статистика молодіжних чемпіонатів світу |
| Рік                                     | Раунд                                   | Місце                                   | І                                       | В                                       | Н                                       | П                                       | Г+                                      | Г-                                      |                                         |
| --------------------------------------- | --------------------------------------- | --------------------------------------- | --------------------------------------- | --------------------------------------- | --------------------------------------- | --------------------------------------- | --------------------------------------- | --------------------------------------- | --------------------------------------- |
| 1977                                    | не брала участі                         | не брала участі                         | не брала участі                         | не брала участі                         | не брала участі                         | не брала участі                         | не брала участі                         | не брала участі                         |                                         |
| 1979                                    | не брала участі                         | не брала участі                         | не брала участі                         | не брала участі                         | не брала участі                         | не брала участі                         | не брала участі                         | не брала участі                         |                                         |
| 1981                                    | чвертьфінали                            | -                                       | 4                                       | 1                                       | 2                                       | 1                                       | 9                                       | 10                                      |                                         |
| 1983                                    | не брала участі                         | не брала участі                         | не брала участі                         | не брала участі                         | не брала участі                         | не брала участі                         | не брала участі                         | не брала участі                         |                                         |
| 1985                                    | не брала участі                         | не брала участі                         | не брала участі                         | не брала участі                         | не брала участі                         | не брала участі                         | не брала участі                         | не брала участі                         |                                         |
| 1987                                    | не брала участі                         | не брала участі                         | не брала участі                         | не брала участі                         | не брала участі                         | не брала участі                         | не брала участі                         | не брала участі                         |                                         |
| 1989                                    | не брала участі                         | не брала участі                         | не брала участі                         | не брала участі                         | не брала участі                         | не брала участі                         | не брала участі                         | не брала участі                         |                                         |
| 1991                                    | Груповий етап                           | -                                       | 3                                       | 1                                       | 0                                       | 2                                       | 6                                       | 2                                       |                                         |
| 1993                                    | не брала участі                         | не брала участі                         | не брала участі                         | не брала участі                         | не брала участі                         | не брала участі                         | не брала участі                         | не брала участі                         |                                         |
| 1995                                    | не брала участі                         | не брала участі                         | не брала участі                         | не брала участі                         | не брала участі                         | не брала участі                         | не брала участі                         | не брала участі                         |                                         |
| 1997                                    | не брала участі                         | не брала участі                         | не брала участі                         | не брала участі                         | не брала участі                         | не брала участі                         | не брала участі                         | не брала участі                         |                                         |
| 1999                                    | не брала участі                         | не брала участі                         | не брала участі                         | не брала участі                         | не брала участі                         | не брала участі                         | не брала участі                         | не брала участі                         |                                         |
| 2001                                    | півфінали                               | 3-є                                     | 7                                       | 4                                       | 1                                       | 2                                       | 8                                       | 11                                      |                                         |
| 2003                                    | 1/8 фіналу                              | -                                       | 4                                       | 1                                       | 1                                       | 2                                       | 2                                       | 3                                       |                                         |
| 2005                                    | Груповий етап                           | -                                       | 3                                       | 0                                       | 0                                       | 3                                       | 0                                       | 5                                       |                                         |
| 2007                                    | не брала участі                         | не брала участі                         | не брала участі                         | не брала участі                         | не брала участі                         | не брала участі                         | не брала участі                         | не брала участі                         |                                         |
| 2009                                    | 1/8 фіналу                              | -                                       | 4                                       | 2                                       | 0                                       | 2                                       | 9                                       | 7                                       |                                         |
| 2011                                    | 1/8 фіналу                              | -                                       | 4                                       | 2                                       | 1                                       | 1                                       | 7                                       | 3                                       |                                         |
| 2013                                    | Груповий етап                           | 17-е                                    | 3                                       | 1                                       | 0                                       | 2                                       | 4                                       | 4                                       |                                         |
| 2015                                    | не брала участі                         | не брала участі                         | не брала участі                         | не брала участі                         | не брала участі                         | не брала участі                         | не брала участі                         | не брала участі                         |                                         |
| 2017                                    | не брала участі                         | не брала участі                         | не брала участі                         | не брала участі                         | не брала участі                         | не брала участі                         | не брала участі                         | не брала участі                         |                                         |
| 2019                                    | не брала участі                         | не брала участі                         | не брала участі                         | не брала участі                         | не брала участі                         | не брала участі                         | не брала участі                         | не брала участі                         |                                         |
| 2023                                    | не брала участі                         | не брала участі                         | не брала участі                         | не брала участі                         | не брала участі                         | не брала участі                         | не брала участі                         | не брала участі                         |                                         |
| 2025                                    | квал.                                   | квал.                                   | квал.                                   | квал.                                   | квал.                                   | квал.                                   | квал.                                   | квал.                                   | квал.                                   |
| Усього                                  | третє місце                             | 9/19                                    | 32                                      | 12                                      | 5                                       | 15                                      | 45                                      | 45                                      |                                         |